# EMF Nations Games 2025
EMF Nations Games 2025 byly 5. ročníkem série tří turnajů Evropských her v malém fotbale, které sloužily jako příprava na MS v malém fotbale 2025. Konaly se v Hercegu Novem v Černé Hoře, Sofii v Bulharsku a v Košicích na Slovensku.

## 1. turnaj (Herceg Novi, Černá Hora)
První turnaj série EMF Nations Games 2025 se konal v černohorském městě Herceg Novi v období od 24. do 26. dubna 2025. Účastnilo se ho 5 týmů, které hrály v jedné skupině systémem každý s každým. Turnaj vyhrál Ázerbájdžán.

## Stadion
Turnaj se hrál na jednom stadionu v jednom hostitelském městě: Polino Sport Arena (Herceg Novi).

### Zápasy
| Tým                 | Z | V | R | P | VG | IG | +/− | B  |
| ------------------- | - | - | - | - | -- | -- | --- | -- |
| Ázerbájdžán         | 4 | 4 | 0 | 0 | 16 | 4  | +12 | 12 |
| Černá Hora          | 4 | 3 | 0 | 1 | 18 | 7  | +11 | 9  |
| Bosna a Hercegovina | 4 | 2 | 0 | 2 | 14 | 16 | −2  | 6  |
| Turecko             | 4 | 1 | 0 | 3 | 8  | 15 | −7  | 3  |
| Kazachstán          | 4 | 0 | 0 | 4 | 2  | 18 | −16 | 0  |

Všechny časy zápasů jsou uvedeny ve středoevropském letním čase (SELČ).
| 24. dubna 2025 14:30          |        |            |                                 |
| Turecko                       | 2 : 0  | Kazachstán | Polino Sport Arena, Herceg Novi |
| Ridvan Uzun 8' Deniz Uçma 50' | Report |            | Polino Sport Arena, Herceg Novi |

| 24. dubna 2025 15:45              |        | |                                 |
| Bosna a Hercegovina               | 2 : 7  | Ázerbájdžán | Polino Sport Arena, Herceg Novi |
| Suno Dedić 22' Kemal Čaušević 41' | Report | Mirmehdi Rzayev 2' Kanan Mirzaliyev 9', 12' Tamkin Khalilzade 14' Samir Hamzayev 22' Elshad Manafov 30' Elvin Alizada 34' | Polino Sport Arena, Herceg Novi |

| 24. dubna 2025 20:30 |        |         |                                 |
| Ázerbájdžán          | 1 : 0  | Turecko | Polino Sport Arena, Herceg Novi |
| Ruslan Aghalarov 7'  | Report |         | Polino Sport Arena, Herceg Novi |

| 24. dubna 2025 22:00 |        |                                                                                       |                                 |
| Kazachstán           | 0 : 7  | Černá Hora                                                                            | Polino Sport Arena, Herceg Novi |
|                      | Report | Darko Rajković 6', 7', 20' Djuro Mugoša 27' Ivan Pejaković 37', 44' Goran Nenezić 41' | Polino Sport Arena, Herceg Novi |

| 25. dubna 2025 12:00                                                                    |        |                                      |                                 |
| Černá Hora                                                                              | 6 : 2  | Turecko                              | Polino Sport Arena, Herceg Novi |
| Nikola Popović 22' Rijad Dervisević 25+3', 27' Ivan Pejaković 36', 39' Luka Savović 40' | Report | Cihangir Kalender 5' Eray Yilmaz 50' | Polino Sport Arena, Herceg Novi |

| 25. dubna 2025 13:15                                         |        |                         |                                 |
| Bosna a Hercegovina                                          | 4 : 2  | Kazachstán              | Polino Sport Arena, Herceg Novi |
| Senijad Ibričić 9' Admir Riđić 20' Haris Medunjanin 23', 44' | Report | Alisher Nazarov 3', 17' | Polino Sport Arena, Herceg Novi |

| 25. dubna 2025 19:30           |        |                                         |                                 |
| Ázerbájdžán                    | 3 : 2  | Černá Hora                              | Polino Sport Arena, Herceg Novi |
| Tamkin Khalilzade 7', 14', 42' | Report | Darko Rajković 19' Rijad Dervisević 50' | Polino Sport Arena, Herceg Novi |

| 25. dubna 2025 20:45                                                                          |        |                                                                                      |                                 |
| Turecko                                                                                       | 4 : 6  | Bosna a Hercegovina                                                                  | Polino Sport Arena, Herceg Novi |
| Furkan Sirgeligil 2' Srđan Stanić 10' (vl.) Cihangir Kalender 25+2' Furkan Ahmet Yumutğan 31' | Report | Haris Medunjanin 30' Srđan Stanić 37', 41' Senijad Ibričić 46', 50+1' Suno Dedić 47' | Polino Sport Arena, Herceg Novi |

| 26. dubna 2025 11:30                                      |        |                                       |                                 |
| Černá Hora                                                | 3 : 2  | Bosna a Hercegovina                   | Polino Sport Arena, Herceg Novi |
| Goran Nenezić 10' Rijad Dervisević 24' Ivan Pejaković 49' | Report | Ervin Zukanović 8' Kemal Čaušević 24' | Polino Sport Arena, Herceg Novi |

| 26. dubna 2025 12:45 |        |                                                             |                                 |
| Kazachstán           | 0 : 5  | Ázerbájdžán                                                 | Polino Sport Arena, Herceg Novi |
|                      | Report | Kamran Abdullazade 10', 22', 31', 36' Tamkin Khalilzade 16' | Polino Sport Arena, Herceg Novi |

## 2. turnaj (Sofie, Bulharsko)
Druhý turnaj série EMF Nations Games 2025 se konal v bulharském hlavním městě Sofie v období od 26. do 27. dubna 2025. Účastnily se ho 3 týmy, které hrály v jedné skupině systémem každý s každým. První dva celky poté odehrály finálový zápas. Turnaj vyhrálo Rumunsko.

## Stadion
Turnaj se hrál na jednom stadionu v jednom hostitelském městě: National Football Base Boyana (Sofie).
| Sofie                         |
| ----------------------------- |
| National Football Base Boyana |
| Kapacita: 348                 |
| Sofie                         |

## Skupinová fáze
| Týmy na prvních dvou místech postupují do finále |
| Vítěz zápasu je tučně zvýrazněn                  |

Všechny časy zápasů jsou uvedeny ve středoevropském letním čase (SELČ).

### Zápasy
| Tým       | Z | V | R | P | VG | IG | +/− | B |
| --------- | - | - | - | - | -- | -- | --- | - |
| Rumunsko  | 4 | 2 | 1 | 1 | 8  | 6  | +2  | 7 |
| Izrael    | 4 | 1 | 2 | 1 | 4  | 7  | −3  | 5 |
| Bulharsko | 4 | 1 | 1 | 2 | 9  | 8  | +1  | 4 |

| 26. dubna 2025 10:00    |        |           |                                      |
| Rumunsko                | 1 : 0  | Bulharsko | National Football Base Boyana, Sofie |
| Andrei Cosmin Balea 36' | Report |           | National Football Base Boyana, Sofie |

| 26. dubna 2025 11:00                                             |        |                                     |                                      |
| Bulharsko                                                        | 2 : 2  | Izrael                              | National Football Base Boyana, Sofie |
| Hristo Krasimirov Markov 10' Momchil Tsetsov Kuzmanov 23' (pen.) | Report | Yossef Sarusi 13' Yuval Shabtay 15' | National Football Base Boyana, Sofie |

| 26. dubna 2025 18:00 |        |        |                                      |
| Rumunsko             | 0 : 0  | Izrael | National Football Base Boyana, Sofie |
|                      | Report |        | National Football Base Boyana, Sofie |

| 27. dubna 2025 9:00                                                     |        | |                                      |
| Rumunsko                                                                | 3 : 6  | Bulharsko | National Football Base Boyana, Sofie |
| Viorel Șaim 20' Alexandru Nechita 21' Andrei Gabriel Șumălan 50' (pen.) | Report | Danilo Vasov 7' Liubomir Bontchev 15' Momchil Tsetsov Kuzmanov 23' Ivaylo Ivanov 25' Nikolay Ivanov 28' Bozhidar Chavdarov 40' | National Football Base Boyana, Sofie |

| 27. dubna 2025 10:00 |        |                              |                                      |
| Bulharsko            | 1 : 2  | Izrael                       | National Football Base Boyana, Sofie |
| Kristiyan Ivanov 25' | Report | Ofek Malul 39' Dor Navon 47' | National Football Base Boyana, Sofie |

| 27. dubna 2025 12:00                                                |        |        |                                      |
| Rumunsko                                                            | 4 : 0  | Izrael | National Football Base Boyana, Sofie |
| Gabriel Dumitrascu 5' Alin Robu 10', 40' Andrei Gabriel Șumălan 19' | Report |        | National Football Base Boyana, Sofie |

#### Finále
| 27. dubna 2025 16:00                     |        |                         |                                      |
| Rumunsko                                 | 2 : 1  | Izrael                  | National Football Base Boyana, Sofie |
| Andrei Cătălin Ferik 22' Vlad Mocanu 33' | Report | Mordehai Moti Kadosh 2' | National Football Base Boyana, Sofie |

## 3. turnaj (Košice, Slovensko)
Třetí turnaj série EMF Nations Games 2025 se konal ve slovenských Košicích v období od 30. dubna do 1. května 2025. Účastnilo se ho 6 týmů, které byly rozděleny do dvou skupin po třech. Ze skupiny postupily první dva celky do semifinále. Vyřazovací fáze zahrnovala 4 zápasy. Turnaj vyhrálo Slovensko.

## Stadion
Turnaj se hrál na jednom stadionu v jednom hostitelském městě: Športový areál Starozagorská (Košice).

## Skupinová fáze
| Týmy na prvních dvou místech postupují do semifinále |
| Týmy na třetí pozici postupují do boje o páté místo  |
| Vítěz zápasu je tučně zvýrazněn                      |

Všechny časy zápasů jsou uvedeny ve středoevropském letním čase (SELČ).

### Skupina A
| Tým         | Z | V | R | P | VG | IG | +/− | B |
| ----------- | - | - | - | - | -- | -- | --- | - |
| Slovensko   | 2 | 2 | 0 | 0 | 5  | 3  | +2  | 6 |
| Ázerbájdžán | 2 | 0 | 1 | 1 | 4  | 5  | −1  | 1 |
| Ukrajina    | 2 | 0 | 1 | 1 | 3  | 4  | −1  | 1 |

| 30. dubna 2025 15:45                            |        |                                       |                                      |
| Ukrajina                                        | 2 : 2  | Ázerbájdžán                           | Športový areál Starozagorská, Košice |
| Oleksandr Tarasiuk 18' Serhii Kuchuk 41' (pen.) | Report | Ravan Karimov 6' Mahammad Khalilov 8' | Športový areál Starozagorská, Košice |

| 30. dubna 2025 18:30                        |        |                  |                                      |
| Slovensko                                   | 2 : 1  | Ukrajina         | Športový areál Starozagorská, Košice |
| Marek Blažej 12' Daniel Filip Mašulovič 31' | Report | Serhii Kuchuk 9' | Športový areál Starozagorská, Košice |

| 30. dubna 2025 21:15                                           |        |                                          |                                      |
| Slovensko                                                      | 3 : 2  | Ázerbájdžán                              | Športový areál Starozagorská, Košice |
| Juraj Kuhajdík 2' Jaroslav Repa 28' Daniel Filip Mašulovič 44' | Report | Mirmehdi Rzayev 5' Mahammad Khalilov 46' | Športový areál Starozagorská, Košice |

### Skupina B
| Tým      | Z | V | R | P | VG | IG | +/− | B |
| -------- | - | - | - | - | -- | -- | --- | - |
| Belgie   | 2 | 1 | 1 | 0 | 4  | 3  | +1  | 4 |
| Maďarsko | 2 | 0 | 2 | 0 | 3  | 3  | 0   | 2 |
| Polsko   | 2 | 0 | 1 | 1 | 2  | 3  | −1  | 1 |

| 30. dubna 2025 14:30      |        |                                  |                                      |
| Polsko                    | 1 : 2  | Belgie                           | Športový areál Starozagorská, Košice |
| Bartosz Pieńczykowski 49' | Report | Julien Mbazoa 5' Walid Jaadi 28' | Športový areál Starozagorská, Košice |

| 30. dubna 2025 17:00 |        |                           |                                      |
| Maďarsko             | 1 : 1  | Polsko                    | Športový areál Starozagorská, Košice |
| Manó Miskei 34'      | Report | Bartosz Pieńczykowski 26' | Športový areál Starozagorská, Košice |

| 30. dubna 2025 19:45             |        |                                                |                                      |
| Maďarsko                         | 2 : 2  | Belgie                                         | Športový areál Starozagorská, Košice |
| Manó Miskei 15' Bence Lovász 48' | Report | Julien Meunier 11' Leonardo Aleixo Carello 27' | Športový areál Starozagorská, Košice |

## Zápasy o 5. místo
| 1. května 2025 9:30 |        |                                                          |                                      |
| Ukrajina            | 0 : 3  | Polsko                                                   | Športový areál Starozagorská, Košice |
|                     | Report | Piotr Makowski 13' Artur Koschny 26' Tomasz Pietrzak 39' | Športový areál Starozagorská, Košice |

| 1. května 2025 10:45                                   |        |                                                  |                                      |
| Polsko                                                 | 3 : 2  | Ukrajina                                         | Športový areál Starozagorská, Košice |
| Damian Górka 11' Jan Skotnicki 21' Tomasz Pietrzak 35' | Report | Nikita Sinitsyn 9' (pen.) Oleksandr Tarasiuk 24' | Športový areál Starozagorská, Košice |

## Vyřazovací fáze
|  | Semifinále | Semifinále  | Semifinále |  |  | Finále      | Finále           | Finále      |
|  |            |             |            |  |  |             |                  |             |
|  |            | Slovensko   | 4          |  |  |             |                  |             |
|  |            | Maďarsko    | 1          |  |  |             |                  |             |
|  |            |             |            |  |  |             | Slovensko (pen.) | 2 (3)       |
|  |            |             |            |  |  |             | Ázerbájdžán      | 2 (2)       |
|  |            | Belgie      | 0          |  |  |             |                  |             |
|  |            | Ázerbájdžán | 2          |  |  | Třetí místo | Třetí místo      | Třetí místo |
|  |            |             |            |  |  |             | Maďarsko         | 4           |
|  |            |             |            |  |  |             | Belgie           | 2           |

#### Semifinále
| 1. května 2025 12:15 |        |                                           |                                      |
| Belgie               | 0 : 2  | Ázerbájdžán                               | Športový areál Starozagorská, Košice |
|                      | Report | Tamkin Khalilzade 18' Khatai Baghirov 39' | Športový areál Starozagorská, Košice |

| 1. května 2025 13:45                                             |        |                       |                                      |
| Slovensko                                                        | 4 : 1  | Maďarsko              | Športový areál Starozagorská, Košice |
| Marek Blažej 4' Tomáš Mikluš 26' Daniel Filip Mašulovič 45', 50' | Report | Dávid Csoszánszki 24' | Športový areál Starozagorská, Košice |

#### O 3. místo
| 1. května 2025 15:30                                                     |        |                                    |                                      |
| Maďarsko                                                                 | 4 : 2  | Belgie                             | Športový areál Starozagorská, Košice |
| Zsombor Kövesdi 10' Miklós Barabás 30' Barnabás Győri 35' Tibor Kész 40' | Report | Walid Jaadi 42' Julien Meunier 50' | Športový areál Starozagorská, Košice |

#### Finále
| 1. května 2025 17:00                |        |                                       |                                      |
| Slovensko                           | 2 : 2  | Ázerbájdžán                           | Športový areál Starozagorská, Košice |
| Jaroslav Repa 19' Dušan Dzíbela 50' | Report | Elvin Alizada 23' Eshgin Taghiyev 41' | Športový areál Starozagorská, Košice |

|                            |       | Penaltový rozstřel                                            |  |
| Jakub Hudec Erik Jendrišek | 3 : 2 | Proměněná penalta · Neproměněná penalta · Neproměněná penalta |  |